# Кадикчан
Кадикчан (рос. Кадыкчан) — колишнє селище міського типу в Сусуманському районі Магаданської області Російської Федерації. Розташований у басейні річки Аян-Юрях (притока Колими) за 65 км на північний захід від міста Сусуман на автодорозі Магадан — Усть-Нера. З початку 2000-х років Кадикчан покинутий і являє собою «місто-привид».

## Історія
Населений пункт виник у роки Другої світової війни як робітниче селище при підприємстві з видобутку кам'яного вугілля Аркагалінського родовища. Шахту та селище будували в'язні ГУЛАГу, серед яких був письменник Варлам Шаламов. Видобуток проводився підземним способом із глибин до 400 метрів. Вугілля використовувалося в основному на Аркагалінській ГРЕС. Селище виникло поетапно, тому неофіційно ділилося на 3 частини: Старий, Новий та Новітній Кадикчан. Старий Кадикчан розташований найближче до вищезгаданої траси, Новий оточував селищеутворюючу шахту (№ 10), а Новітній віддалений і від траси, і від шахти на 2-4 км і був основним житловим селищем (з його будівництвом Старий і Новий Кадикчан використовувалися все більш для ведення господарства (теплиць, городів, свинарників тощо). На сході була ще одна вугільна шахта (у народі — сімка, № 7, яку закинули в 1992 році).
У листопаді 1996 року на шахті стався вибух, загинули 6 осіб. Після вибуху шахту було закрито. Людей почали виселяти з селища, видавши їм від 80 до 120 неоподатковуваних мінімумів доходів громадян на переселення, в залежності від вислуги років. У 2001 році будинки законсервували, відключивши їх від тепла і електрики. Однак навіть у 2001 році в селищі залишалися житловими 4 вулиці (Леніна, Будівельників, Шкільна (на ній була АТС) і Південна (найвіддаленіший від центру будинок) і один будинок по вулиці Миру (в якому була поліклініка, а на той час - і лікарня, а також комунальні служби). У 2010 році Кадикчан повністю спорожнів.